# 마이 매드 팻 다이어리
마이 매드 팻 다이어리(영어: My Mad Fat Diary)는 E4의 드라마이다.